# 32 августа
32-е августа — творческая ассоциация, основанная в середине 1990-х годов. Жанр — авторская песня и граничащие с ней направления (бард-рок, бард-фолк и т. д.)

## История создания
Датой основания считается 24 декабря 1994 года — в этот день состоялось совместное выступление четырёх основателей объединения — Игоря Белого, Татьяны Пучко, Дмитрия Авилова и Ирины Анциферовой, после которого и появилась идея о создании ассоциации. Название дано в честь одноимённой песни Белого, прозвучавшей на первом концерте объединения.
Цель создания: «Полная нераскрученность в творческом плане. Ясное понимание своей безвестности и невозможности вписаться в существующую среду представления жанра авторской песни поодиночке. Ставка на резкий прорыв к зрителю единым фейерверком разнородных талантов».

## Участники ассоциации
- 1994 (год вступления) — Игорь Белый, Татьяна Пучко, Дмитрий Авилов, Ирина Анциферова (основатели);
- 1995 — Александр Карпов, Алексей Кудрявцев, Наталья Муратова, Евгений Коблик, Татьяна Королева;
- 1996 — Александр Антонос, Оксана Шитова, Елена Малахова;
- 1997 — Ольга Макеева, Олег Городецкий, Сергей Биличенко, Екатерина Медведева;
- 1998—2001 — Александр Щербина, Наталья Тарвердян, Татьяна Шехтман, Адриан Крупчанский;
- 2004—2007 — Мария Булат, Юрий Ельский, Алексей Бардин, Мария Кигель, Наталья Соколова, Лев Кузнецов, Виктор Шадрин;
- 2014 — группа «Ключевое слово»;
- 2016 — группа «Лёгкие».

## Осуществлённые проекты
Участие в фестивалях авторской песни (Грушинский, «Второй канал авторской песни», «Зимородок», Обнинский детско-юношеский и др.), проведение в рамках указанных фестивалей творческих мастерских и концертов, а также организация собственных фестивалей (лесной слёт «32 АвгустА», «Белый слёт», «Хорда» и др.) и совместных концертов.
Регулярных концертов четыре: день рождения ассоциации — 24.12, «именины» — 31.08, а также 23 марта и 26 октября — концерты памяти участника ассоциации Александра Карпова (23.03.1971—26.10.2002), погибшего при штурме театра на Дубровке бойцами спецназа.
Также ассоциацией выпущен коллективный сборник текстов и аккордов песен (32-е августа. — М. : ЧеРо, 1996).
Кроме официальных мероприятий происходит и неформальное общение участников ассоциации, особенно интенсивное в первые годы существования, когда по словам А. Крупчанского, участники ассоциации «показывали друг другу песни, устраивали совместные поездки и концерты, писали друг на друга пародии». Дуэт «Адриан и Александр», впоследствии превратившийся в одноимённую группу, образовался благодаря ассоциации.
Наряду с объединением «АзиЯ», «32-е августа» фактически стало олицетворением нового поколения, пришедшего в авторскую песню в середине 1990-х годов. Об этом говорит и исследователь жанра Борис Жуков: «Характерно, что мы можем уверенно выделить именно первое поколение бардов, а дальше поколенческие границы размываются. Мирзаян, Ланцберг, Луферов, Вера Матвеева — это несомненное второе поколение, а сколько их было потом?.. Более-менее отчетливо выделяется только „поколение 32 августа“ — во-первых, особенностями стилистики и эстетики, характерными практически для всех, кто дебютировал в середине 90-х, во-вторых, тем, что их появлению предшествует отчетливая пауза, занявшая всю первую половину 90-х».